# Shinichiro Watanabe
Shinichirō Watanabe (japonès: 渡辺 信一郎, Watanabe Shin'ichirō) (Kyoto, 24 de maig de 1965) és un director d'anime japonès, a més d'escriptor i productor, conegut principalment per les seves obres Cowboy Bebop i Samurai Champloo. És considerat una de les figures més importants i influents en la industria juntament amb Hideaki Anno, Masaaki Yuasa, Mamoru Oshii, Katsuhiro Otomo, Satoshi Kon i Hayao Miyazaki.

## Carrera
Després d'unir-se a la productora japonesa Sunrise, Watanabe va treballar d'assistent en la producció i va debutar com a codirector en la ben rebuda continuació de Macross, Macross Plus. Posteriorment va dirigir la sèrie per a televisió Cowboy Bebop l'any 1999 i la seva pel·lícula, Cowboy Bebop: Knockin' on Heaven's Door en el 2001. En 2003 dirigeix la seva primera producció americana amb els dos curts de Animatrix: "Kid's Story" i "A Detective Story". A continuació, l'any 2004 va tornar a dirigir un anime televisiu amb la serie Samurai Champloo, que va començar a emetre's en Fuji TV al Japó el 19 de maig de 2004. Aquest mateix any, va participar en la pel·lícula Mind Game com a director musical.
Un altre treball, basat en el manga homònim de Yuki Kodama, és la direcció de la sèrie de 2012 Kids of the Slope (Sakamichi no Apollon). A l'octubre del mateix any, durant el festival FicZone de Granada al qual va assistir, es va comentar que estava col·laborant amb l'estudi BONES en una comèdia de ciència-ficció enfocada en l'espai. Si bé BONES va confirmar que l'estudi es trobava treballant amb Watanabe, per contra no va arribar a confirmar cap informació sobre la sèrie en desenvolupament. Un any després, en la tardor de 2013 es va donar a conèixer que la nova serie seria Space Dandi, dirigida pel mateix Watanabe.
Des de llavors, les úniques obres en les quals s'ha implicat com a director han estat Zankyō no Terror (2014), Blade Runner Black Out 2022 (2017 i Carole & Tuesday (2019).
Un dels motius que expliquen l'enorme espai de temps entre les seves produccions podria ser aquestes declaracions que va fer: "Realment és una merda haver de ser un director. Una vegada que ho facis, descobriràs el difícil que és realment. Això no és una classe de treball per a un ésser humà, deixa'm dir-te. Crec que hauria de deixar-ho, però realment no sé fer res més!"

## Produccions
Produccions de televisió
- Obatarian (1990; supervisió d'episodis)
- Genki Bakuhatsu Ganbaruger (1992; supervisió d'episodis)
- Cowboy Bebop (1998, director cap)
- Samurai Champloo (2004; director cap)
- Eureka Seven (2005; supervisió del tercer tema de ending)
- Michiko to Hatchin (2008; coproductor i productor musical)
- Star Driver: Kagayaki no Takuto (2010; storyboard & unit director, OP 1)
- Sakamichi no Apollon (2012; director cap)
- Lupin III: The Woman Called Fujiko Mini (2012; productor musical)
- Space Dandi (2014; director cap)
- Zankyō no Terror (2014; director cap)
- Carole & Tuesday (2019; director cap)

OVA
- Armor Hunter Mellowlink (1988–1989; supervisió d'episodis)
- Mobile Suit Gundam 0083: Stardust Memory (1991; supervisió d'episodis)
- Macross Plus (1994; codirector)
- The Animatrix (2003; direcció d'episodis)
- Blade Runner Black Out 2022 (2017; direcció)

Pel·lícules
- Macross Plus: Movie Edition (1995; codirector)
- Cowboy Bebop: Knockin’ on Heaven’s Door (2001; director cap)
- Mind Game (2004; productor musical)
- Genius Party: Baby Blue (2008; director)

### Cowboy Bebop
Situada l'any 2071, narra les aventures d'un grup de caça recompenses a bord del Bebop, una nau interplanetària. Un expolicia (Jet Black), un dissident d'una banda criminal (Spike Spiegel), una estafadora addicta al joc (Faye Valentine), una súper hacker adolescent (Ed) i un gos millorat genèticament (Ein) sobreviuen en una societat sense llei, plagada de delinqüents.
Malgrat tenir com a teló de fons l'espai exterior, portals interplanetaris i naus espacials, la sèrie juga constantment amb motius propis del western i, especialment, del film noir, aquest gènere de detectius l'època daurada dels quals es remunta al Hollywood de 1940. Un passat tempestuós, una conflictiva relació d'amor i mort amb el gènere femení (la clàssica femme fatale) fan que Jet i Spike evoquin de manera recurrent els rols masculins de les pel·lícules de detectius: els clàssics perdedors, dissidents i solitaris que fan justícia pels seus propis mitjans, allunyats del recer que donen les institucions, moguts en principi pels diners, fins que troben un objectiu més noble.

### Samurai Champloo
Samurai Champloo (aquesta és una paraula provinent de Okinawa que significa mescla, concepte que resumeix a grans trets l'obra de Watanabe), de 2004, és la història de la cerca del «samurai que fa olor de gira-sols», duta a terme per Fuu, una noia de 15 anys sense cap habilitat de baralla, però amb molt d'apetit; Jin, un samurái errant que té gran destresa amb l'espasa, i Mugeixen, un rodamón l'estil de baralla del qual recorda al break dance estatunidenc. En aquesta cerca, els protagonistes viuen diferents aventures, superen variats obstacles i acaben forjant una forta amistat malgrat el dispar de les seves personalitats.
El hip-hop marca el ritme d'una narració ambientada al Japó del període Edo (segle xvii). Segons va declarar Watanabe en un esdeveniment en 2006, els samuráis i els cantants de hip-hop tenen en comú l'assumir seriosament la representació de si mateixos: els primers, amb l'ús de l'espasa; els segons, empunyant un micròfon. En la sèrie proliferen els canvis d'escena, els samuráis que improvisen versos amb un beat box humà de fons, quimonos que semblen dissenyats per Adidas, pírcings, i fins i tot es dedica un episodi complet al grafiti (on apareix un clon d'Andy Warhol).